# Kemlaten
Kemlaten is een bestuurslaag in het regentschap Tuban van de provincie Oost-Java, Indonesië. Kemlaten telt 850 inwoners (volkstelling 2010).